# Bois-Anzeray
Pour les articles homonymes, voir Bois (homonymie) et Bois (communes).
Bois-Anzeray est une commune française située dans le département de l'Eure en région Normandie.

## Géographie

### Localisation
Village du pays d'Ouche.
| Mesnil-en-Ouche (comm. dél. de La Barre-en-Ouche) | Mesnil-en-Ouche (comm. dél. de Bosc-Renoult-en-Ouche) |                 |
| La Haye-Saint-Sylvestre                           | Bois-Anzeray                                          | La Vieille-Lyre |
| Chambord                                          | Bois-Normand-près-Lyre                                |                 |

### Hydrographie
La commune est située dans le bassin Seine-Normandie. Elle est drainée par le Vernet, le fossé 01 de la commune de Bois-Anzeray, le fossé 02 de la commune de Bois-Anzeray et le fossé 03 de la commune de Bois-Anzeray,,.
Le Vernet, d'une longueur de 27 km, prend sa source dans la commune de La Ferté-en-Ouche et se jette  dans la Risle à La Vieille-Lyre, après avoir traversé huit communes.

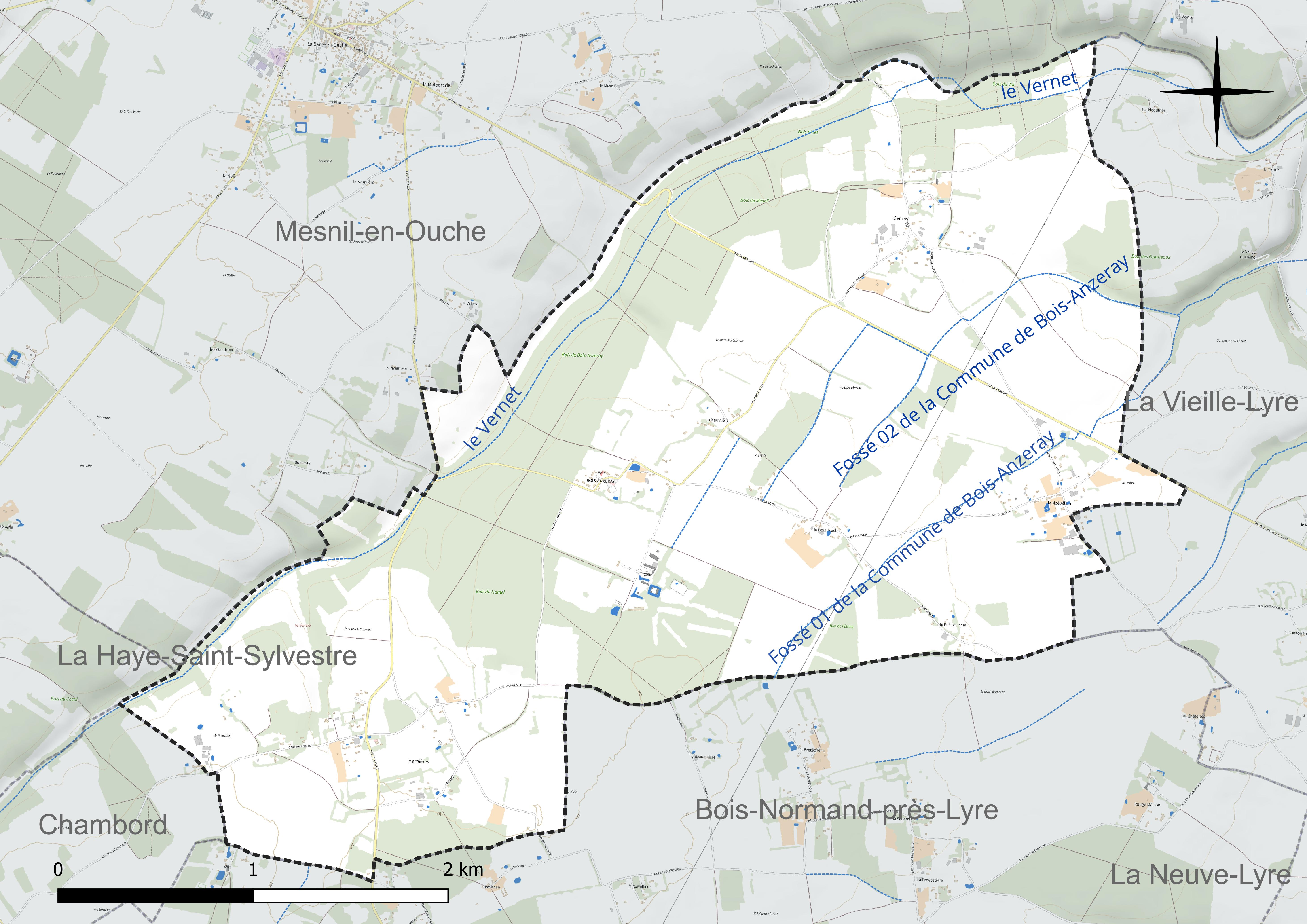
Réseau hydrographique de Bois-Anzeray.

### Climat
Pour des articles plus généraux, voir Climat de la Normandie et Climat de l'Eure.
En 2010, le climat de la commune est de type climat océanique dégradé des plaines du Centre et du Nord, selon une étude du CNRS s'appuyant sur une série de données couvrant la période 1971-2000. En 2020, Météo-France publie une typologie des climats de la France métropolitaine dans laquelle la commune est exposée à un climat océanique et est dans la région climatique  Côtes de la Manche orientale, caractérisée par un faible ensoleillement (1 550 h/an) ; forte humidité de l’air (plus de 20 h/jour avec humidité relative > 80 % en hiver), vents forts fréquents. Parallèlement le GIEC normand, un groupe régional d’experts sur le climat, différencie quant à lui, dans une étude de 2020, trois grands types de climats pour la région Normandie, nuancés à une échelle plus fine par les facteurs géographiques locaux. La commune est, selon ce zonage, exposée à un « climat des plateaux abrités », correspondant aux plaines agricoles de l’Eure, avec une pluviométrie beaucoup plus faible que dans la plaine de Caen en raison du double effet d’abri provoqué par les collines du Bocage normand et par celles qui s’étendent sur un axe du Pays d'Auge au Perche.
Pour la période 1971-2000, la température annuelle moyenne est de 10,1 °C, avec  une amplitude thermique annuelle de 13,9 °C. Le cumul annuel moyen de précipitations est de 760 mm, avec 12,2 jours de précipitations en janvier et 8,4 jours en juillet. Pour la période 1991-2020, la température moyenne annuelle observée sur la station météorologique la plus proche, située sur la commune des Bottereaux à 6 km à vol d'oiseau, est de 10,8 °C et le cumul annuel moyen de précipitations est de 736,5 mm,. Pour l'avenir, les paramètres climatiques de la commune estimés pour 2050 selon différents scénarios d’émission de gaz à effet de serre sont consultables sur un site dédié publié par Météo-France en novembre 2022.

## Urbanisme

### Typologie
Au 1er janvier 2024, Bois-Anzeray est catégorisée commune rurale à habitat très dispersé, selon la nouvelle grille communale de densité à 7 niveaux définie par l'Insee en 2022.
Elle est située hors unité urbaine et hors attraction des villes,.

### Occupation des sols
L'occupation des sols de la commune, telle qu'elle ressort de la base de données européenne d’occupation biophysique des sols Corine Land Cover (CLC), est marquée par l'importance des territoires agricoles (71,1 % en 2018), une proportion identique à celle de 1990 (71,1 %). La répartition détaillée en 2018 est la suivante : 
terres arables (52,6 %), forêts (26,7 %), prairies (18,5 %), espaces verts artificialisés, non agricoles (2,2 %). L'évolution de l’occupation des sols de la commune et de ses infrastructures peut être observée sur les différentes représentations cartographiques du territoire : la carte de Cassini (XVIIIe siècle), la carte d'état-major (1820-1866) et les cartes ou photos aériennes de l'IGN pour la période actuelle (1950 à aujourd'hui).

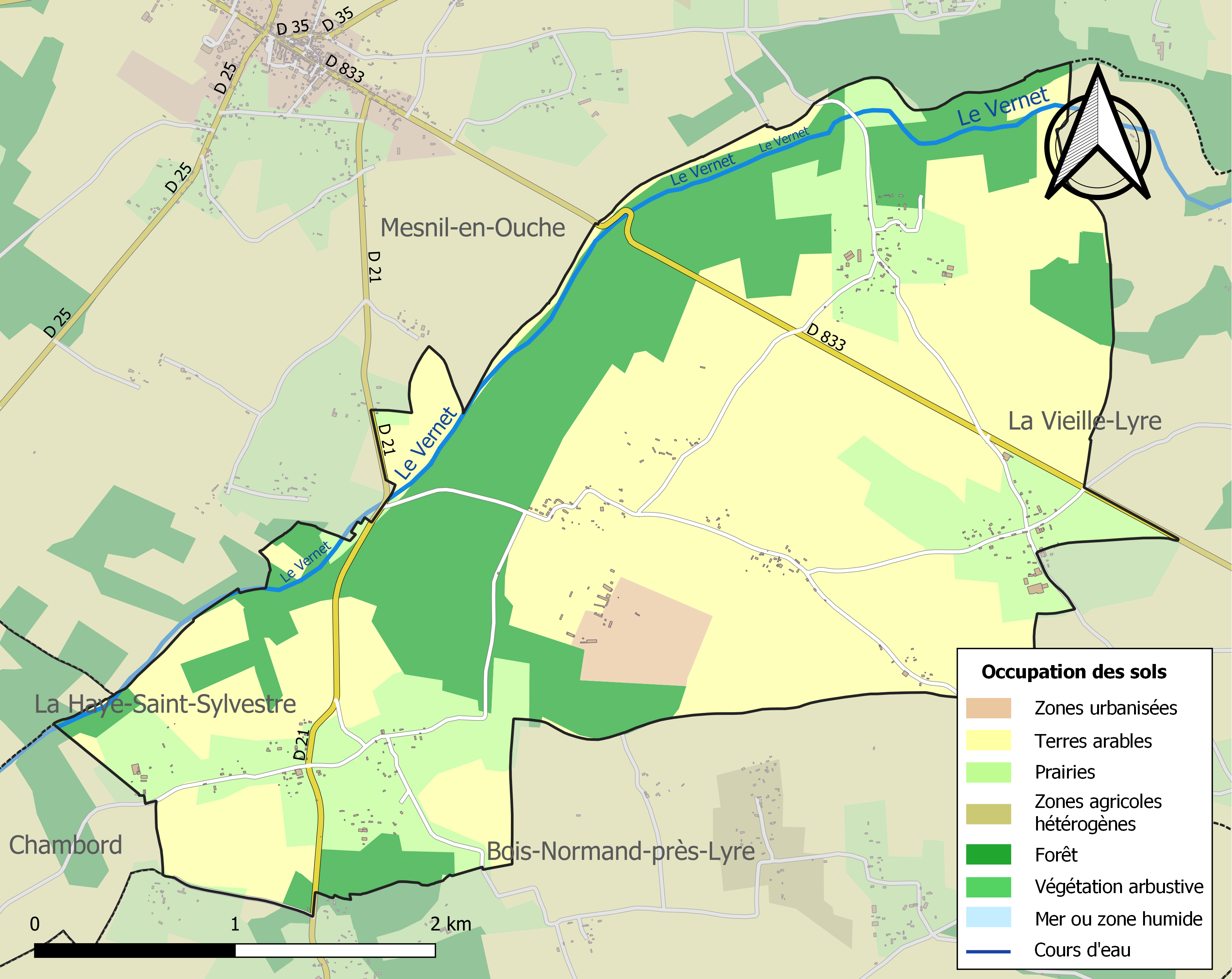
Carte des infrastructures et de l'occupation des sols de la commune en 2018 (CLC).

## Toponymie
Le nom du village est attesté sous les formes latinisées Boscus Ansereii (cartulaire de Lyre) et Boscus Anseredi en 1206, Boscus Anserei en 1215, Boscus Ansere en 1220 (cartulaire de Lyre), puis Boisandri en 1405, Boisandré en 1604, Bois Saint André en 1763.
Normalement, on devrait trouver la forme normande Bosc-Anzeray, comme dans Bosc-Renoult-en-Ouche, mais le mot français bois s'est imposé à une époque indéterminée. Ce type toponymique correspond sans doute à un essart médiéval de l'époque ducale.
Quant à l'élément -Anzeray, il représente l’anthroponyme germanique Ansered(us), qui a donné le nom de famille normand Anzeray, fréquemment attesté surtout dans le département de l'Eure avant la Première Guerre mondiale. Actuellement, il semble en voie de disparition avec quelques occurrences encore en région parisienne.

On retrouve cet anthroponyme dans un autre toponyme de Normandie Anseredi villa (XIIe siècle) devenu Angerville-Bailleul par attraction des autres Angerville.
Réunie à l'ancienne commune de Cernay en 1808, attestée sous les formes latinisées Cernaium et  Cernayum (reg. Philippe Auguste) vers 1210, une latinisation correcte ferait état de *Sarnacum comme Cernay-les-Reims (Sarnacum 1103), etc. (voir les différents Cernay).
Ce toponyme remonte à un type toponymique gallo-roman *SARNACU, basé sur le suffixe -ACU, d'origine celtique *-āko. Peut-être gaulois *Sarnāko, forme réduite d' *Isarnāko, sur isarnon « fer », c'est-à-dire « endroit où il y a du fer » ou « forge ». La forme *sarn est proche du vieux breton hoiarn (mod. houarn), vieux cornique hoern, gallois haearn, dont le h- initial s'explique par la mutation tardive de /s/ à /h/ caractéristique du brittonique.
Le pays d'Ouche était en effet connu pour ses mines de fer et ses forges (cf. les différents la Ferrière, Ferrières-).

## Politique et administration

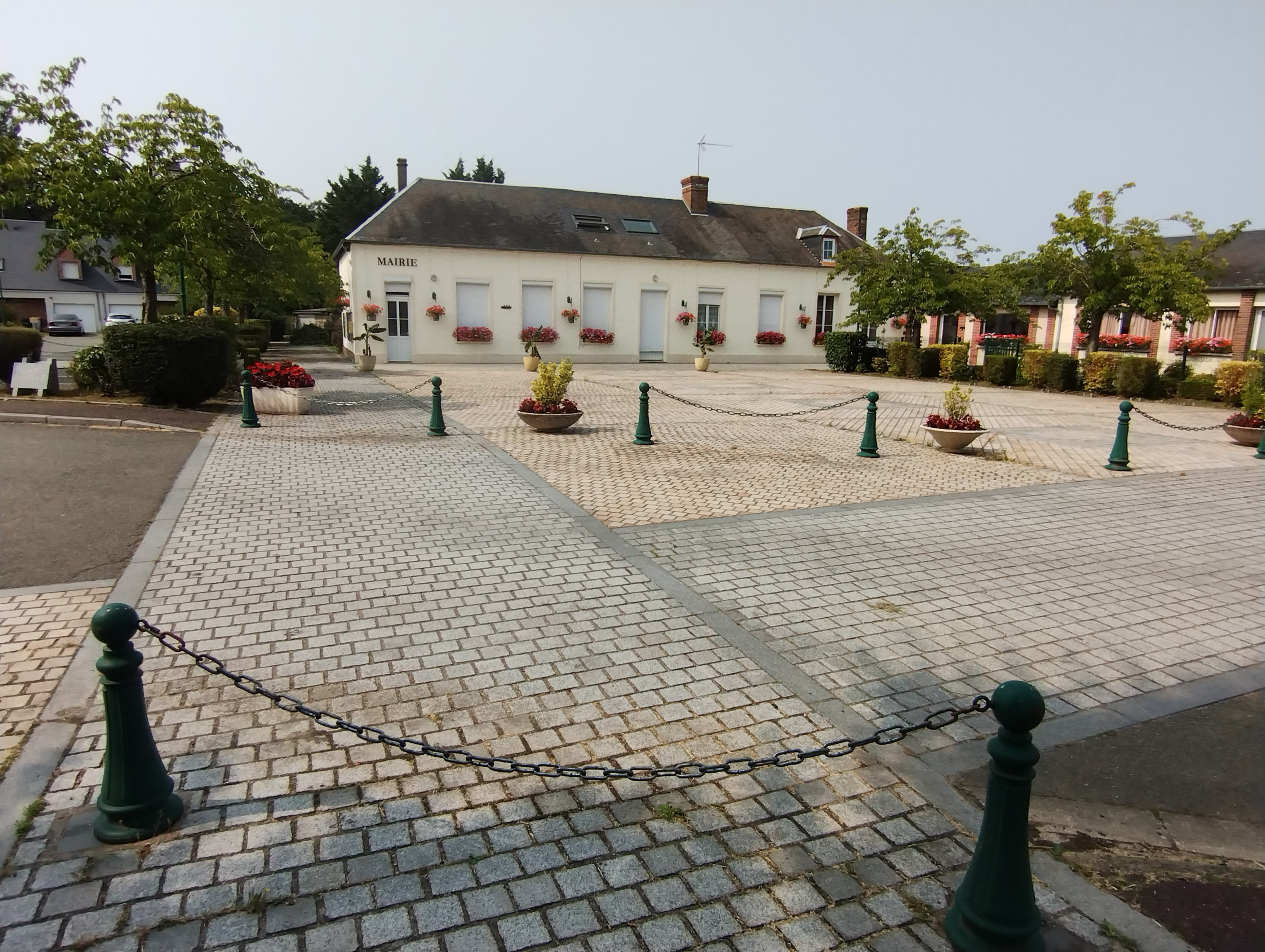
Mairie

| Période                                  | Période  | Identité          | Étiquette | Qualité                |
| ---------------------------------------- | -------- | ----------------- | --------- | ---------------------- |
| mars 2001                                | 2008     | Pierre Chebassier |           |                        |
| mars 2008                                | en cours | Jacqueline Gougis | SE        | Agricultrice retraitée |
| Les données manquantes sont à compléter. |          |                   |           |                        |

## Démographie

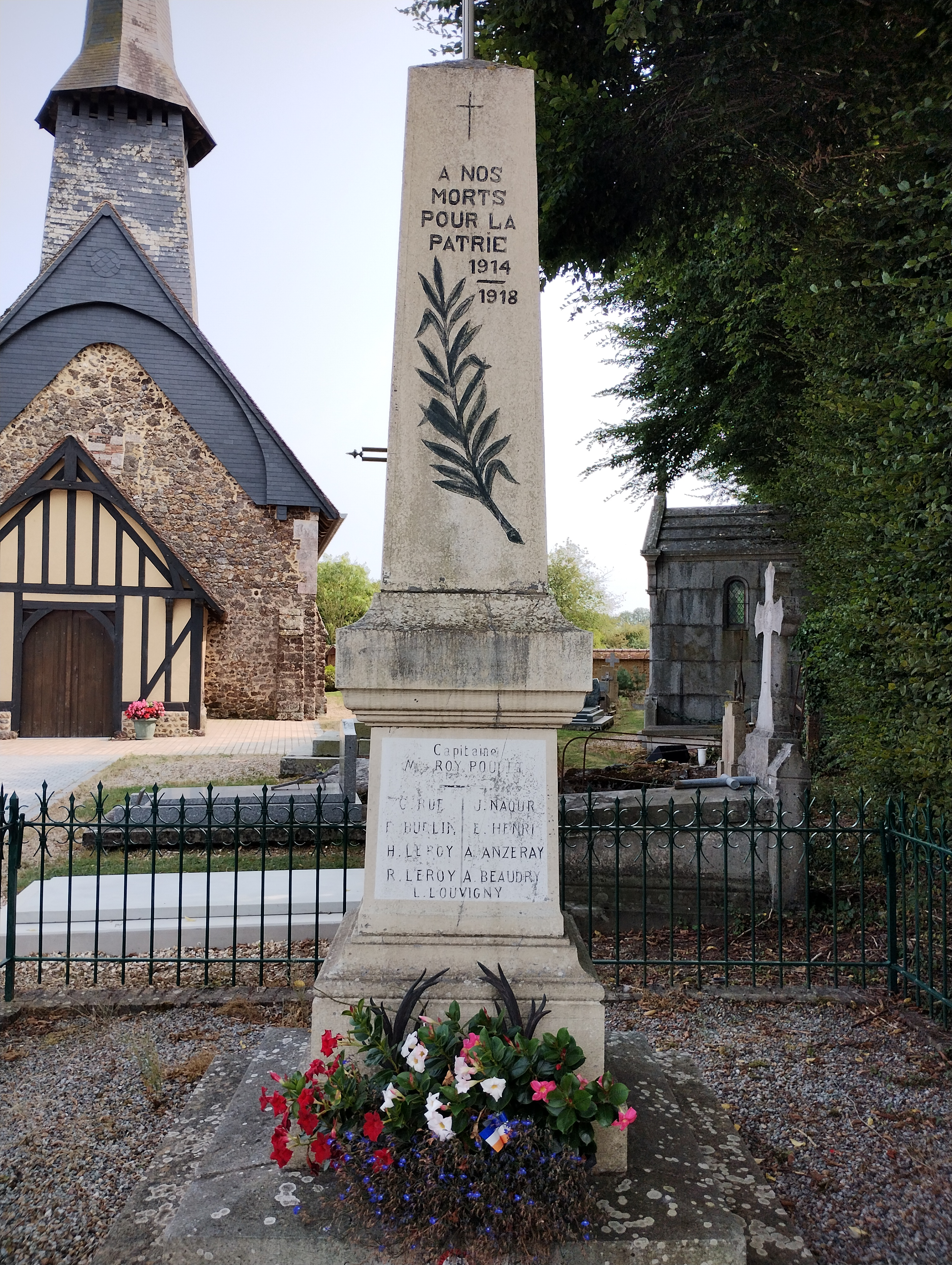
Monument aux morts et église

L'évolution du nombre d'habitants est connue à travers les recensements de la population effectués dans la commune depuis 1793. Pour les communes de moins de 10 000 habitants, une enquête de recensement portant sur toute la population est réalisée tous les cinq ans, les populations de référence des années intermédiaires étant quant à elles estimées par interpolation ou extrapolation. Pour la commune, le premier recensement exhaustif entrant dans le cadre du nouveau dispositif a été réalisé en 2007.

En 2022, la commune comptait 186 habitants, en évolution de +5,68 % par rapport à 2016 (Eure : −0,25 %, France hors Mayotte : +2,11 %).
| 1793 | 1800 | 1806 | 1821 | 1831 | 1836 | 1841 | 1846 | 1851 |
| ---- | ---- | ---- | ---- | ---- | ---- | ---- | ---- | ---- |
| 207  | 200  | 189  | 235  | 195  | 211  | 212  | 524  | 270  |

| 1856 | 1861 | 1866 | 1872 | 1876 | 1881 | 1886 | 1891 | 1896 |
| ---- | ---- | ---- | ---- | ---- | ---- | ---- | ---- | ---- |
| 262  | 453  | 275  | 279  | 259  | 252  | 224  | 228  | 219  |

| 1901 | 1906 | 1911 | 1921 | 1926 | 1931 | 1936 | 1946 | 1954 |
| ---- | ---- | ---- | ---- | ---- | ---- | ---- | ---- | ---- |
| 176  | 190  | 196  | 175  | 169  | 149  | 176  | 178  | 173  |

| 1962 | 1968 | 1975 | 1982 | 1990 | 1999 | 2006 | 2007 | 2012 |
| ---- | ---- | ---- | ---- | ---- | ---- | ---- | ---- | ---- |
| 151  | 145  | 153  | 133  | 148  | 156  | 155  | 155  | 172  |

| 2017 | 2022 | - | - | - | - | - | - | - |
| ---- | ---- | - | - | - | - | - | - | - |
| 176  | 186  | - | - | - | - | - | - | - |

## Culture locale et patrimoine

### Lieux et monuments
- Église Notre-Dame[31].
- Chapelle Saint-Denis du XIIe siècle, lieu-dit Marnières, route de Rugles D 21.
- Château de Cernay, XVIIIe siècle, route de Cernay. Chapelle dans le domaine.
- Château de Bois-Anzeray, inséré dans une motte entourée d'eau - État d'abandon.